# Gymnostylina nitida
Gymnostylina nitida är en tvåvingeart som beskrevs av Macquart 1855. Gymnostylina nitida ingår i släktet Gymnostylina och familjen spyflugor. Inga underarter finns listade i Catalogue of Life.